# Hraniční přehrada
Hraniční přehrada (angl. Boundary Dam) je betonová oblouková vodní elektrárna a hráz na řece Pend Oreille na severovýchodě amerického státu Washington, jen kousek od hranic s kanadskou provincií Britská Kolumbie. Provozuje ji město Seattle, kterému sama dodává důležitou část potřebné elektřiny, a to vždy více než 46 % elektřiny vyprodukované společností Seattle City Light. Elektrárna je postavena vedle hráze, uvnitř skály, která je zároveň jedním podpěrným pilířem hráze. Její nominální kapacita je přes 1 gigawatt.
Elektrárna vyrábí značné množství elektřiny, kterou Seattle spotřebuje. Celkem to je 46% dodávky místní energetické společnosti Seattle City Light.
V blízkosti hráze se také natáčela velká část filmu Kevina Costnera The Postman - Posel budoucnosti. A tak byla po nějakou dobu v roce 1997 pokryta umělou fasádou připomínající město - ve filmu pojmenované Bridge City.
Hraniční přehrada leží na severovýchodě státu Washington, nedaleko od hranic s kanadskou provincií Britská Kolumbie. Obklopuje ji národní les Colville.